# Fly the Flag
Fly the Flag è il sesto album della band skate punk Down by Law.

## Tracce
1. Fly The Flag – 2:26
2. Promises – 1:40
3. Nothing Good On The Radio – 1:50
4. Automatic – 2:37
5. Breakout! – 4:34
6. Greenwich Mean Time – 1:49
7. Steel & Concrete – 3:48
8. Revolution Compromised – 2:44
9. Fiery Shade Of Blue – 4:26
10. Sorry Sometimes – 3:00
11. Find It – 3:45
12. This Is The New Breed – 3:08
13. Man On The Street – 3:20

## Formazione
- Dave Smalley - voce, chitarra
- Sam Williams III - chitarra
- John Di Mambro - basso
- Chris Lagerborg - batteria